# Последњи акциони херој
Последњи акциони херој (енгл. Last Action Hero) је акциона комедија из 1993. коју је режирао Џон Мактирнан. Филм је пародија акционог жанра и његових клишеа.

## Радња
Дени (Остин О`Брајан) је дечак опседнут биоскопом и посебно филмовима са акционим херојем Џеком Слејтером (кога игра Арнолд Шварценегер). После добијања магичне карте која је од азијског мађионичара дошла до Худинија, а на крају до Денија, границе између реалности и света филма нестају када је Дени убачен у филм Џек Слејтер 4.
Заробљен у филму, Дени мора да убеди Слејтера да је он у ствари измишљен лик кога игра стварни глумац Арнолд Шварценегер. Ствари постају компликованије када се пропалица у Џеку Слејтеру 4, плаћени убица Бенедикт (Чарлс Денс), докопа магичне карте и путује у стварни свет. Слејтер и Дени га прате, али налазе да су ствари много теже у свету где клишеи акционих филмова (аутомобили експлодирају када се пуца на њих и пролазак кроз стакло прозора не изазива бол) не постоје.

## Улоге
| Глумац             | Улога                |
| ------------------ | -------------------- |
| Арнолд Шварценегер | Џек Слејтер/он лично |
| Остин О`Брајан     | Дени Мадиган         |
| Чарлс Денс         | Бенедикт             |
| Роберт Проски      | Ник                  |
| Том Нунан          | Рипер/он лично       |
| Џоун Плаурајт      | Денијева учитељица   |
| Френк Макреј       | поручник Декер       |
| Ентони Квин        | Тони Вивалди         |
| Бриџет Вилсон      | Витни/Мередит        |
| Ф. Мари Абрахам    | Џон Практиз          |
| Мерседес Рул       | Ајрин Медиган        |
| Арт Карни          | Френк Слејтер        |
| Ијан Макелен       | Смрт                 |
| Тору Танака        | жилави Азијац        |

## Пријем
Последњи акциони херој је најављен као „следећи велики летњи акциони филм“ и многи филмски познаваоци су филму предвиђали велику зараду, посебно због успеха Шварценегеровог претходног филма, Терминатор 2: Судњи дан.
Уместо свега тога, критика је „сахранила“ филм, а на благајнама филм бележи зараду од само 50 милиона долара у САД (разочарење с обзиром да је буџет био 60 милиона). У A&E емисији, у својој биографији глумац Арнолд Шварценегер, (који је такође био и извршни продуцент филма), изјавио је да филм није успео због лошег времена приказивања, пошто је дошао седмицу после Парка из доба јуре, највећег филмског хита те године. Шварценегер тврди да је он покушао да убеди своје копродуценте да за месец дана одложе премијеру која је у САД била планирана за 18. јун, али су га они игнорисали. Широко је распрострањено веровање да би филм био исплатив (или би барем покрио трошкове) да је премијера била темпирана за средину јула, у јеку лета.
Упркос неуспеху на биоскопским благајнама, филм је хваљен као успела сатира акционог жанра, у којем је скоро сваки акциони клише немилосрдно пародиран, услед чега је стекао култни статус.

## Музички албум
Издат 8. јула 1993. - Columbia Records (ЦД)
1. – 4:24
2. – 3:58
3. – 3:47
4. – 4:21
5. – 4:19
6. – 7:04
7. – 5:42
8. – 3:53
9. – 4:11
10. – 4:13
11. – 5:44
12. – 3:43

## Занимљивости
- Ово је био први филм који је користио Сонијев осмоканални дигитални звучни формат SDDS (Sony Dynamic Digital Sound).
- Ово је последњи филм глумца Арта Карнија.
- Стивен Спилберг је одбио понуду да режира филм и одлучио се за Шиндлерову листу
- Арнолд Шварценегер је зарадио 15 милиона долара за главну улогу у филму.
- То је био први филм који је рекламиран у свемиру. Једна неименована НАСА-ина ракета, коју је лансирао Шварценегер, имала је са стране исписан наслов филма, што је коштало 50.000 долара.